# Itova celica
Celice Ito ali HSC so specializirani periciti, ki se nahajajo v perisinusoidnem oz. Dissejevem prostoru, tj. med jetrnim sinusoidom in hepatocitom v jetrih.

## Histološke značilnosti
Celice Ito se lahko selektivno obarva z zlatovim kloridom. Kljub temu je najbolj prepoznavna značilnost celic prisotnost maščobnih vakuol v citoplazmi. Za prepoznavo in razlikovanje od miofibroblastov je uporaben reelin, ki ga sintetizirajo celice Ito. Po poškodbi se sinteza reelina poveča.

## Funkcije
V normalnih jetrih so celice Ito v t. i. neaktivnem stanju in predstavljajo od 5–8 % vseh celic v jetrih. Vsaka celica ima več dolgih izrastov, ki obdajajo sinusoide. V maščobnih vakuolah so shranjene znatne količine vitamina A.
Funkcije celic niso popolnoma razjasnjene. Domnevano je, da delujejo kot antigen predstavitvene celice in tako stimulirajo proliferacijo naravnih T celic ubijalk.

## Patologija
Po poškodbi jeter preide celice Ito v aktivno stanje, ki ga označujejo proliferacija, krčenje in kemotaksa celic. Količina vitamina A se progresivno zmanjša.
Celic v aktivnem stanju so odgovorne za izločanje kolagena tipa I, III in IV, kar lahko vodi v cirozo jeter. Pri starejših celicah Ito je bilo opaženo, da lahko omejijo proces fibroze preko aktivacije imunskega sistem, natančneje preko interakcij z naravnimi celicami ubijalkami.